# Spawanie
Spawanie – proces trwałego łączenia materiałów topliwych, głównie metali i stopów, przez stopienie brzegów łączonych elementów bez wywierania docisku, z dodawaniem lub bez dodawania spoiwa.
Rozróżnia się spawanie: elektryczne (łukowe, elektronowe, elektrożużlowe), aluminotermiczne, gazowe, laserowe i wiązką promieni świetlnych. Spawanie łukowe (najczęściej stosowane) polega na wytworzeniu łuku elektrycznego między elektrodą spawalniczą (która ma postać pałeczki, drutu lub taśmy), a materiałem spawanym lub między 2 elektrodami. Pod wpływem wydzielającego się ciepła stapiają się brzegi łączonych przedmiotów, stapia się także dodawane zwykle spoiwo, i (przy przesuwaniu elektrody wzdłuż łączonych brzegów) tworzy się połączenie spawane (spoina).